# إينا بن عبيدي
إينا بن عبيدي  متسابقة تونسية تشارك في الفئة F40  في مسابقات الرمي. فازت إينا بمجموعة كاملة من الميداليات في دورة الألعاب البارالمبية الصيفية 2004 في أثينا، حيث فازت بالميدالية الذهبية في رمي القرص فئة F40، والفضية في رمي الرمح F40 وأكملت المجموعة بالبرونزية في دفع الاثقال F40.

## روابط خارجية
- إينا بن عبيدي على موقع Paralympic.org (الإنجليزية)

1. ↑   http://athletics.iwasf.com/athletes/ath-B.htm#indBE. {{استشهاد ويب}}: |url= بحاجة لعنوان (مساعدة) والوسيط |title= غير موجود أو فارغ (من ويكي بيانات) (مساعدة)